# Hecalapona confusa
Hecalapona confusa är en insektsart som beskrevs av Delong 1981. Hecalapona confusa ingår i släktet Hecalapona och familjen dvärgstritar. Inga underarter finns listade i Catalogue of Life.